# 西田昌司
西田 昌司（にしだ しょうじ、1958年〈昭和33年〉9月19日 - ）は、日本の政治家、税理士。自由民主党所属の参議院議員（4期）。父は元参議院議員の西田吉宏で、義弟は瀬戸大同代表取締役・瀬戸旭倫理法人会相談役の加藤太伸。
自民党副幹事長、きょうと青年政治大学校事務総長などを歴任。
自民党内の保守派を代表する存在であり、選択的夫婦別姓制度や同性婚、LGBT法案など家族観やジェンダーに関する政策に一貫して反対・慎重な立場を取っている。

## 経歴

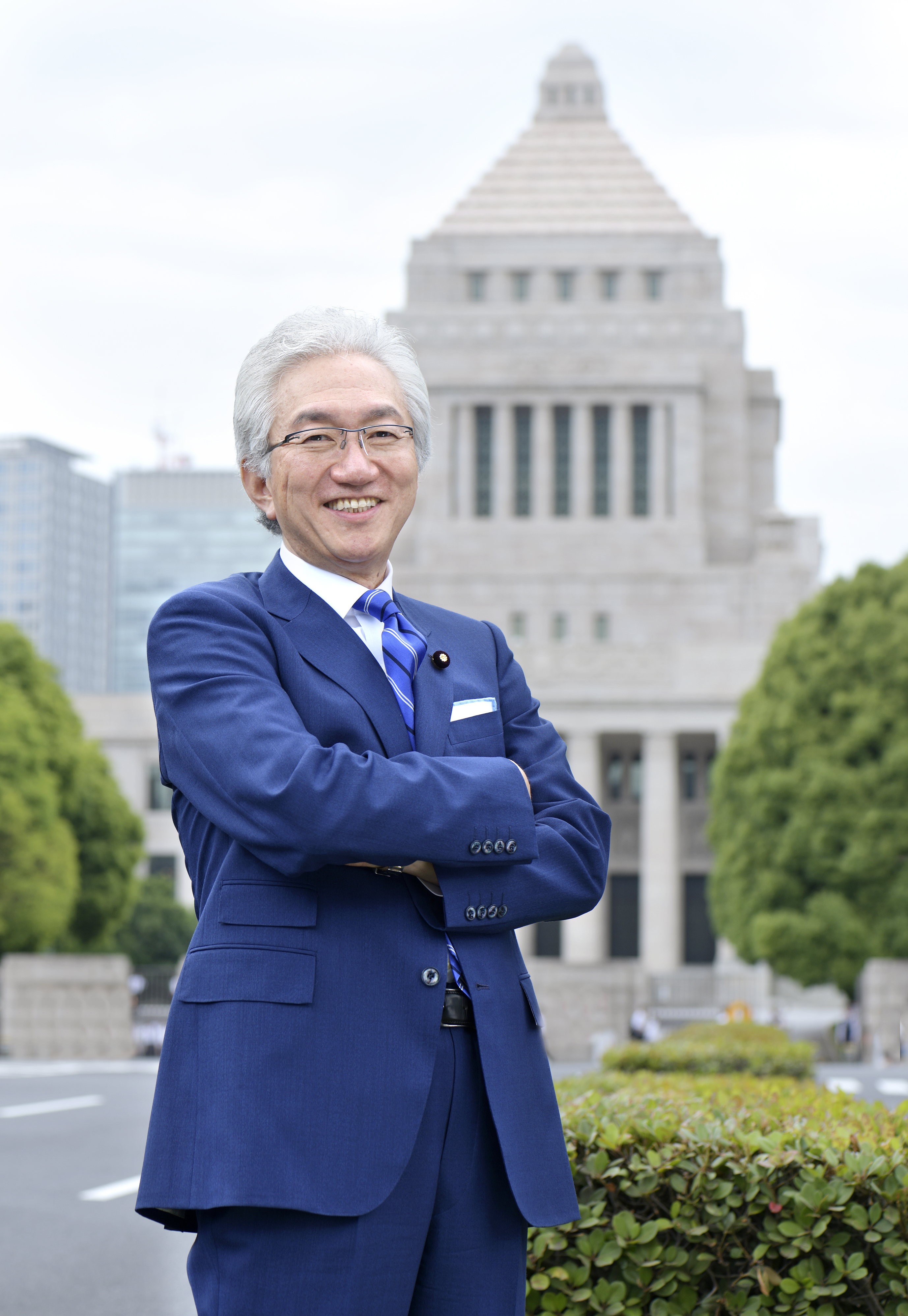
2018年6月、国会議事堂前にて

### 出生から税理士時代
京都府京都市に生まれる（現住所は京都市南区西九条高畠町）。養鶏家の西田吉宏（後に京都府議会議員、参議院議員）の長男。京都市立塔南高等学校を経て、1981年（昭和56年）に滋賀大学経済学部を卒業。森金次郎の税理士事務所に勤務し、1987年（昭和62年）に税理士事務所を開設して独立。

### 政界進出・府議会議員時代
1990年（平成2年）、京都府議会議員補欠選挙に出馬し初当選。以後、5期にわたってトップ当選を続ける。この間、京都府議会総務常任委員会委員長、自民党全国青年議員連盟会長などを歴任。2000年（平成12年）に、初代事務総長としてきょうと青年政治大学校の設立に携わる。
西部邁、佐伯啓思、宮本光晴らとともに『発言者』塾を通して言論活動を行い、雑誌『発言者』で毎月連載を持つ。その姉妹誌にあたる『京の発言』では編集長に就任し、京都『発言者』塾では世話人代表を務める。

### 参議院議員初当選
2006年（平成18年）秋、参議院議員を務めていた父・吉宏が末期癌の宣告を受ける。安倍晋三首相（当時）の政治信条と自身の信条が合致していたことから、自民党の予備選考を通り候補者となる。
2007年（平成19年）7月の第21回参議院議員通常選挙に京都府選挙区から自民党公認で出馬して初当選した。
2008年（平成20年）の自民党総裁選で麻生太郎を支持し、決算委員会では、小沢一郎や鳩山由紀夫の「政治とカネ」問題を追及し、その国会質疑や党執行部に対する発言がメディアに取り上げられる機会も多くなる。
2009年（平成21年）、政権交代後の自民党総裁選で、一年生議員ながら森喜朗から立候補の打診を受ける。各紙でも立候補を画策しているとの報道がなされたが、西田は稲田朋美らとともに平沼赳夫を自民党に復党させ総裁候補にしようと安倍晋三らに働きかけを行なっていた。しかし、平沼が固辞したため、同じ京都府選出の谷垣禎一に投票した。政権交代後も予算委員会などで小沢一郎や鳩山由紀夫の「政治とカネ」問題を追及。
2010年（平成22年）4月に発足した政権力委員会（ネクスト・ジャパン）で、治安・法務・政治改革部門の副担当（副大臣相当）に就任。参議院予算委員会理事、参議院財政金融委員会理事、参議院自由民主党国会対策委員会副委員長などを務める。
9月の自民党参院議員会長選挙では、町村派所属ながら同派幹部の谷川秀善参議院幹事長ではなく無派閥に転じた中曽根弘文元外務大臣の推薦人に名を連ねる。
2011年（平成23年）から、民主党政権への追及を集中的に行う。3月以降、前原誠司・野田佳彦・蓮舫・菅直人らの在日外国人や暴力団関係者との「政治とカネ」問題及び「黒い関係」問題、「市民の党」や「がんばろう、日本!」国民協議会に関する「民主党の闇」問題を追及。民主党のTPPや財政再建の方針に対して明確な態度を示さない党執行部と対立することが多くなる。
同年10月31日の参議院本会議での議員歳費減額法の採決では、復興財源に子ども手当を廃止して充てるべきだとして、衆議院・参議院を通じてただ一人反対票を投じた。
2012年（平成24年）1月30日、YouTubeの公式チャンネルでサイバーテロを受ける。過去に、「西田昌司に外国人献金をしましょう」といったメールやツイートが出回ったり、脅迫や在日外国人関係の団体から突然郵送物が届くといった事があった。翌31日、安倍晋三のオフィシャルサイトでも同様の被害を受けていたことが明らかとなった。発信源が国外であったことなどから保守系議員を狙った組織的犯罪である可能性が高いと見られている。
2月19日の参議院本会議での国家公務員給与を平均7.8％削減する法案の採決では、現在の状況での公務員給与引き下げはデフレ脱却につながらず、そもそもこの給与削減法は民主党と連合が実現を目指している国家公務員の労働協約締結権の導入につながるものとして、自民党でただ一人造反した。実施された自由民主党総裁選挙で安倍晋三総裁の推薦人に名を連ねた。当初は、安倍総裁に次回の総裁選まで出馬を見送ることを促していた。しかし、中国の対日強硬姿勢や自民党党執行部の分裂など政局の変化もあり、安倍の出馬を支持。同年10月4日に、参議院議員有志32名からなる「新しい日本型社会を考える会」（経済政策担当）を代表して、市場第一主義との決別や自立的な安全保障体制の確立等を主旨とした政策を提言 し、発足の自由民主党シャドウ・キャビネットでは影の財務副大臣に就任。

### 参議院議員2選
2013年（平成25年）7月の第23回参議院議員通常選挙に京都府選挙区から出馬し、初のトップ当選。2選する。
2015年（平成27年）8月、北陸新幹線の敦賀以西ルートにおける与党整備新幹線建設推進プロジェクトチーム検討委員会が発足され、10月に第3次安倍第1次改造内閣で復興大臣に就いた高木毅の後任として検討委員会委員長に就任。
2017年（平成29年）3月15日、北陸新幹線の敦賀以西ルートに「小浜・京都ルート」（敦賀駅 - 京都駅間）と「南回り」（京都駅 - 新大阪駅間）を正式決定。検討委員会委員長として学研都市線松井山手駅を中間駅とする「南回り」提案に尽力を注いだ。

### 参議院議員3選
2019年（令和元年）7月の第25回参議院議員通常選挙に前回と同じく京都府選挙区(定数2人)から出馬し、トップ当選。3選が確定した。同年9月28日、自民党京都府連会長に就任。
2020年（令和2年）5月、新型コロナウイルス感染の猖獗状態を鑑みて消費税0%を積極的に自己のYoutubeなどで主張した。また、MMT（現代貨幣理論）に関して麻生太郎財務大臣に国会内で質問し、国債残高の量によって国家財政が破綻しないことの言質を取ろうとしたが、答えをはぐらかされた。さらに、国債は銀行・郵便局の預金者の預金によって購入されるのではなく、日本銀行の当座預金出納帳に記載されることによって購われていることを強調した。
2024年7月25日、翌年7月の第27回参議院議員通常選挙の京都府選挙区公認候補として擁立することが自民党から発表された。
2025年3月12日、党の参議院総会において、「新年度予算案の成立が第一だが、そのあとに待っているのは7月の参議院選挙だ。皆さんも地元でいろいろな意見を聞いていると思うが、今のままの党の体制では全く戦えない。新たなリーダーを選び直すべきで、このまま参議院選挙をやることはありえない」として、首相である石破茂への退陣を要求し、石破おろしの声を上げた。

### 参議院議員4選
2025年7月20日の第27回参議院議員通常選挙では、自民党における裏金問題や、「ひめゆりの塔」についての自身の発言などによる逆風が指摘されていたものの、投開票の結果2位で当選し4選を果たした。

## 人物

### 統一教会との関係
- 2022年7月、西田は自ら配信した動画の中で、実父である西田吉宏・元参院議員が京都府議選に立候補した際、統一協会の関連団体「国際勝共連合」の支援を受けていたと証言した[43]。「父が初めて府会議員（選挙）に出たとき、勝共連合の方が、何人かお手伝いしてもらったことは知っている。真面目な好印象の方々だった」と証言した[43]。
- 2022年8月22日、西田は自身のブログに「過熱する統一教会報道　マスコミは一体どこに向かおうとしているのか？」という記事を投稿し、統一教会と自民党の関係について報道するマスコミを批判した[44]。

- 2022年9月11日、西田は自民党府連の定期大会で、統一教会と自民党の関係を巡り、「間違った方向に世論が誘導されており違和感を覚える」「旧統一教会は悪だというのは（安倍晋三銃撃事件で逮捕された）容疑者の主張だ」と発言した[45]。

### ディープステート
トランプ大統領が主張するディープステート（DS）の実在を訴えており、ディープステートに関する動画や記事を数十回にわたり投稿している。これらの主張は、伝統的なユダヤ陰謀論や反グローバリズムの立場と結びついている。2022年には、元外交官の馬渕睦夫を招いたYouTube番組で、「ソビエトも中国もアメリカの背後にある国際金融資本につながる勢力（ディープステート）が作った」と発言した。
- 2022年4月、西田はYouTubeに『「【最終話】金融、軍事、メディア、政治…あらゆるものを支配するディープステートの戦略を見抜け！」西田昌司×馬渕睦夫 真の保守対談 最終話』という動画を投稿した[47][48]。動画の中で西田は、「ソビエトもアメリカがつくったし、中国もアメリカ、というか国際金融資本につながる勢力（ディープステート）が作った」と主張した[48]。対談相手の馬渕睦夫は、「ディープステート : 世界を操るのは誰か」や、「日本人が知らない世界の黒幕 メディアが報じない真実」など、ディープステートは実在するという内容の著書を多数出版している[49][50][51]。
  - 2022年12月5日、西田は一粒会が主催する「第13回東京政経セミナー」で、馬渕睦夫とともに講師として講演した[52][53]。また、そのことを自身のYouTubeチャンネルで宣伝し、「馬渕先生のお話を聞いて目から鱗が落ちたという方も私も含めて多いと思います」と述べた[53]。主催の一粒会は西田が代表を務める政治団体であり、このセミナーは会費が2万円の政治資金パーティーだった[53][54]。

- 2022年6月、西田は「戦後日本人を飼い慣らすDSに支配されたサファリパークから脱却せよ!!【西田昌司ビデオレター令和4年6月22日】」というタイトルの動画をYouTubeに投稿した[55]。
- 2024年1月、西田は『「これは陰謀論などではない！構造で考えれば日本にもディープステートは存在する」西田昌司の政策議論「西田ビジョン」【週刊西田】』というタイトルの動画をYouTubeに投稿した[56]。動画の中で西田は「今年最初の西田ビジョンはDSについてお話をします。DSというのはディープステートということで、この頃ネット上では我々の耳にも入ってくるようになりました」「ディープステートというのは要するに、アメリカの政治家これ共和党、民主党どちらかが二大政党制で大統領を選ぶということになっていますけれども、どちらがなってもその根本で政治を動かしているのは政治家ではなくディープステート」と主張した[56]。また、「ザイム真理教ってのは元々私が生み出した言葉だと自認している」「ザイム真理教っていうのが日本のディープステートになってるんじゃないか」と主張した[56]。

### 国会での発言
- 2010年8月4日の参議院予算委員会で、同日に仙谷由人内閣官房長官が山本一太に対して行った答弁が「日韓基本条約が有効でないような印象を受ける」と指摘。すると仙谷は「よく耳をほじくって刮目して聞いていただければ（いい）。私が日韓基本条約が有効でないかのような発言を、いつしたのか」と語気を強め反論した。これに西田は「開き直って何を言っているのか」と反発した。仙谷が6月の記者会見で西田を念頭に「罵詈雑言を投げつける質問をしたアッパーハウス（参院）の方がいた」と発言した記事を読み上げ、「事実か。どういう意味か」と迫った。これに対し、仙谷は「そういう非公式の雑談が書かれたとすれば、西田さんに誠にご迷惑を掛けた」と会見発言を非公式発言とし、陳謝。西田が「以後、気を付けていただきたい」と矛を収めると、やじが飛び交っていた場内はしばし笑いに包まれた[57][58]。仙谷とは10月14日の参議院予算委員会や28日の参議院内閣委員会でも引き続き同様の激しいやり取りを繰り返した[59]。
- 2011年6月10日の参議院予算委員会開始前、菅直人首相が西田に「いつも厳しいご質問やご指導、ありがとうございます。一度、ゆっくり食事でも」と声をかける。訝りつつ「首相を辞めたらいつでもおつきあいします」と切り返したところ、「うちのカミさんに西田さんを会わせてみたい。家庭内野党と本物の野党を引き合わせると、どういう風になるか…」という言葉が返ってきたという[60]。
- 2011年8月11日の参議院予算委員会で、菅首相の資金管理団体「草志会」が2007年（平成19年）に「政権交代をめざす市民の会」へ5000万円の献金をした際の帳簿上で、一時的に現金が足りず寄付が不可能な状態に陥っていたことを明らかにし、そのことを指摘した[61]。11月15日の参議院予算委員会で、西田は民主党本部から西田への内部告発が事前に行われていたことを明らかにしている。その告発内容は、民主党本部から菅に対して、1億2000万円の組織対策費を出したが、組織対策費名目では禁止事項に抵触するため、菅の要請で急遽「寄付金」名目に変更され、領収書の擦り合わせが行われた結果赤字となり、政治資金収支報告書に不整合が生じている、というものである[62]。
- 2011年10月4日の参議院予算委員会で、前原誠司外務大臣が巨額脱税事件に関与していたS氏の関係会社から献金を受けていた問題及びその際の政治資金収支報告書に虚偽の記載をしていた問題を追及した。その上で、S氏が覚醒剤保有で逮捕された暴力団関係者である事実を明らかにし、前原と野田の虚偽記載は暴力団関係者からの献金を隠蔽するためのものであったという疑いを述べた[63]。前原に対し、自身の知人から得た情報を手引きとして、献金を受けていた相手が韓国国籍の在日外国人と認知していたかどうかを問い質したところ、古くからの親しい支持者で認知していたという旨の答弁をした。これを受けて、前原が政治資金規正法に抵触しており、公民権停止の対象者に該当することを指摘した。菅首相に続出する問題に対する責任を追及するとともに、前原の議員辞職を要求。前原は二日後の3月6日に外国人献金問題のみを理由として大臣の職を辞任した。西田は、「朝鮮総連との関係を含めていろいろある。そこをやる予定だったが勝手に自爆して…」とコメントした[64][65][66][67]。
- 2011年12月6日の参議院予算委員会（野田内閣の政治倫理を始めとする基本姿勢に関する件の集中審議）で、極左暴力集団の民主統一同盟・「がんばろう、日本!」国民協議会（前身は岡山大学北津寮襲撃事件など殺人事件を起こしたマルクス主義青年同盟）の代表・戸田政康（職業不明）から、少なくとも西田事務所が調査した2003年（平成15年）から2010年（平成22年）までの間、古川元久内閣府特命担当大臣（81万0000円）、枝野幸男経済産業大臣（92万0000円）、野田首相（1万0000円）、小宮山洋子厚生労働大臣（2万0000円）といった主要閣僚のほか、野田の側近である手塚仁雄（52万2000円）、原口一博（184万0000円）といった民主党の主要議員が献金を受けていたと主張した。この団体の主張と民主党マニフェストとの同一性や野田の少なくとも過去3回にわたる戸田を囲む会などへの出席、蓮舫行政刷新担当大臣をはじめ多くの民主党議員への選挙応援・ビラ配りなど、民主党とこの団体とは密接な関係があると主張した[24]。
- 『正論』に「国会における西田の発言はジャーナリストや評論家からも注目を集めている」と評された[68]。これを受けて石井一委員長は、2012年（平成24年）4月4日の参議院予算委員会で、「以上で、西田劇場」と口を滑らせ、慌てて「―西田昌司君の質疑は終了いたしました」と言い直して締めくくった[69][70]。

### 交友関係
- 西部邁とは数十年来の付き合いで公私ともに親交が深く、西部が司会を務める東京メトロポリタンテレビ『西部邁ゼミナール』に2012年までに計37回出演しているほか、各種シンポジウムや討論番組などでもたびたび共演しており、西部はその著書の中で西田を「今の自民党における最後の優れた人材」と評している[71]。
- 稲田朋美と各種シンポジウムや部会などでも行動を共にすることが多い。稲田は「自民党の中で頼りになるのは西田昌司くらいです」「味方がほしい時には西田昌司にメールして、すぐ来てと。来たら、彼が自説を言いますから」と述べている[72]。
- 国家社会主義日本労働者党のホームページに同団体代表の男性と西田が写っている写真が掲載されていたことが2014年9月9日に判明した[73]。西田の事務所は、2011年8月31日[73] に男性から取材を受け、写真は取材終了後に男性の求めに応じて撮ったものであると説明した[74]。男性は取材時にライターを名乗り、素性を隠していた[73][74] として、団体の主張に賛同して取材を受けたわけではなく[73]、ネオナチ団体であることが予めわかっていれば取材に応じなかった[74] などと釈明した。
- アパグループの元谷外志雄代表が塾長を務める「勝兵塾 関西支部」にて講演を行っている[75]。
- 参政党や代表の神谷宗幣と主張が近いと指摘されており、参政党について好意的な評価を示している[46]。
- 参政党の吉野敏明が大阪府知事選に出馬した際には応援を表明し、両者は共著『維新政治の闇：身を切る改革は国を潰す』を出版した[76]。また、吉野による「日本人のがん・アレルギーの原因は小麦である」とする主張に賛同する発言をしている[46]。

### 異名
- 「国会の大砲」[77] や「国会の爆弾男」[69][78] と呼ばれることがある。
- 西田が発するヤジは、有村治子が即応的と評しているように「副音声」と称されることもあり[79]、閣僚が西田のヤジに直接答弁したこともある[80]。西部邁もそのヤジを「瞠目すべきものがある」と評している[81]。
- 文藝春秋社発行の週刊文春Webは、西田が“若手ヤジ将軍”四人組の一人で安倍晋三の一派とする自民党関係者の発言を紹介し、安倍チルドレンのヤジについて自民党内でも眉をひそめるベテラン議員が少なくないと報じた[82]。

### 家族

#### 西田家
- 父・吉宏[8]（1934年 - 2007年、養鶏家、京都府議会議員、参議院議員）
- 母・操[1][8]
- 弟・保之（1962年（昭和37年） - 、航空大学校卒、南西航空機長）[1]
- 妹・宏美（1960年（昭和35年） - 、華頂短大卒、瀬戸大同社長・加藤太伸の妻）[1]
- 妹・和代（1964年（昭和39年） - 、京都産業大卒、全日空スチュワーデス）[1]

### その他
- 国会のネット視聴数は2009年（平成21年）から急増したが（特に参議院は2009年の約205万視聴から2010年1月～11月の約769万視聴と約3.8倍）、西田は視聴上位5回のうち4回で質疑に立った[83]。
- 『正論』2011年4月号の特集「これが日本再生の救国内閣だ」で、松浦光修、すぎやまこういち、三橋貴明、田母神俊雄、宮崎正弘、西尾幹二、長尾一紘がそれぞれ、財務大臣（2人）、経済産業大臣（2人）、厚生労働大臣（1人）、国土交通大臣（1人）、拉致問題担当大臣（1人）に西田を推薦した[84]。同誌2012年3月号の特集「2012年注目の政治家50人を値踏みする」では、安倍晋三・石原慎太郎・小泉進次郎とともに、10点満点中9点の評価を得た[68]。
- 2009年自由民主党総裁選挙の際、森喜朗から立候補の打診があったことが西部邁の著書に記されている。一年生議員に対して推薦人は森自身が集めるという条件を出して本気を示したことや、西田が断った後の「西田君、こういう時期は楽しまなきゃ損だぜ」といったやり取りなどから、西部も「自民党は今なおなかなかのものだ」と再評価している[85]。
- 自民党部会で人権擁護法案に反対する講演の内容について、1000万円の名誉毀損・損害賠償請求を受けるも、この請求は裁判で棄却された[86]。
- 自民党所属の二階俊博や鳩山邦夫の「政治とカネ」問題を取り上げ、党に対して両者の処分を要求した[69][87]。これらの問題を追及するにあたって、西田は「国民の良識に訴えていきたい。もし事故にあったり私の家族が巻き込まれたり変な死に方をしたら、何かあったと思ってほしい」と述べた[21]。
- 2013年12月6日に日本文化チャンネル桜が配信した動画によると、特定秘密保護法案反対運動について「彼らは日当が出ているからデモするんですよ」と発言した[88]。

## 不祥事

### 無断での海外渡航
2012年8月16日から4日間ベトナムを私的訪問した際、参院規則で定められた請暇願や海外渡航届を参院議長に提出していなかったため、同22日に鶴保庸介参院議院運営委員長から厳重注意を受けた。

### 大雨特別警報発令中に納涼ビアパーティ開催
2018年7月7日、当時平成最悪の被害を出した豪雨（平成30年7月豪雨）発生中、京都府に大雨特別警報が出されている最中、京都府内のホテルで後援者向けのビアパーティを開催。翌日、その様子を自身のブログに掲載したが、批判が集中したため一定期間後に、当日の開催予定告知記事も含め削除した。後日、事務所はこの件について、支援者からの開催要請があったと釈明した。

### 現金配布によるマネーロンダリング疑惑
2022年2月、自民党京都府連（会長・西田昌司参院議員）が国政選挙前に候補者から集めた現金を地元の地方議員に配っていたことが『文藝春秋』などで報じられた。内部文書には、候補者が直接議員に資金を渡すと公職選挙法上の買収になるため、府連を通じて資金を配分し「いわばマネーロンダリング（資金洗浄）をする」と記されていた。
自由法曹団京都支部の弁護士らは、公職選挙法違反（買収）の疑いで西田ら府連関係者を京都地検に刑事告発した。一方、西田は自身のYouTubeチャンネルで「事実に反している」と違法性を否定し、「党勢拡大のための資金であり、選挙買収ではない」と主張した。
また、2021年の衆院選前にも候補者から府連に寄付された資金が府議や市議らに配分されていたことが政治資金収支報告書などから判明している。府連の収支報告書によれば、2021年8月から10月にかけて京都の複数選挙区の候補者が府連に計約2650万円を寄付し、同年10月上旬に府議や市議ら53人に50万円ずつ配分した記録がある。元府連事務局長が作成した引継書には「議員1人につき50万円」と記され、府連を介した資金の流れが組織的に行われていた疑いが指摘されている。
2024年3月21日、京都地方検察庁は西田や京都府議、京都市議ら計60人について、嫌疑不十分で不起訴処分とした。

### 411万円の裏金問題
2024年1月31日、自民党派閥の政治資金パーティー収入の裏金問題で、西田は安倍派から411万円のキックバック（還流）を受け取っていたことについて、「担当者（秘書）が独自の判断で受け取り、私には報告がなかった」と説明した。そのうえで「もしこの時点で私に報告があれば、こういうことをやったらだめだと抗議をしていた」と述べ、自身は知らなかったと述べている。また、「私の監督不行き届きであったことを痛感している」として道義的責任を認めたが、実際の処理や受け取りは担当秘書の判断だったと説明した。
同年3月14日、西田は参議院政治倫理審査会で、安倍派の政治資金パーティー裏金事件について「積極的にキックバック（還流）を続けていた幹部は責任重大だ。政治家として責任を取ってもらわなければならない」と述べ、安倍派幹部に対して責任を取るよう求めた。

## 騒動・論争

### LGBT理解増進法案に関する発言
「LGBT理解増進法案」をめぐり、自民党は法案の文言「差別は許されない」を「不当な差別はあってはならない」と修正した。これについて、西田は記者から「差別は許されないが、正当な差別もあるのか」と問われると、「それは屁理屈だ」としつつ、「分断を生まない寛容な社会が大事」などと述べた。また、「分断させている勢力は？」との質問に対しては、「（LGBTの問題が出てきたのは）ロシア革命以降のマルクス共産主義の延長線上に出てきたのは事実です」と発言した。
西田は「差別禁止は分断を生む」とも発言しており、この発言は多くの批判を招いた。文化放送のラジオ番組で小島慶子は、「差別をしたい人たちを守るような意見が与党の中心から出てくるのは本当に恐ろしい」と憤りを示し、差別禁止の文言を法案に盛り込むことをためらう議論を「おぞましい」と批判した。京都精華大学の佐々木中准教授は「国民に主権があることがおかしいと言い放った西田がまた支離滅裂なことを言っている。結局は差別したいだけだ」と批判。映画作家の想田和弘は「差別禁止が分断を生んだわけではない」と指摘し、乙武洋匡も「差別する人の立場を尊重しようとしている」と批判した。

### ひめゆりの塔に関する発言
2025年5月に那覇市で開催された改憲派集会でひめゆりの塔の展示内容について歴史を書き換えていると発言したことが大きな波紋を呼んだ。発言は当初、沖縄メディアが大きく報道し、5月7日以降に全国紙も報じた。この発言については野党だけでなく、公明党や自民党沖縄県連も抗議を行った。西田は7日に記者団に対応し、発言は「切り取り」であり撤回の考えはないとした。それに対し同日、琉球放送は発言全文を公開した。西田は9日にTPOを間違えたことを謝罪したが、事実は事実として発言自体は撤回しなかった。
経緯
2025年5月3日（憲法記念日）、沖縄県那覇市で開催されたシンポジウム（主催・神道政治連盟県本部、県神社庁、日本会議県本部でつくる実行委員会、共催・自民党県連）で、糸満市の「ひめゆりの塔」の展示内容を「歴史の書き換えだ」と批判した。西田は、展示の説明文が「日本軍が沖縄に入ってきてひめゆり学徒隊が亡くなり、その後米国が入ってきて沖縄が解放された」という文脈で書いているとし、戦後の教育は「でたらめ」だと主張した。また、戦後の米統治で日本人が「完全に洗脳された」と述べ、県の沖縄戦教育について「自分たちが納得できる歴史をつくる必要がある」と発言した。
これに対し、ひめゆり平和祈念資料館の館長は、西田の発言を「沖縄戦体験者の思いを踏みにじるもの」と強く非難し、資料館の展示は沖縄戦体験者の証言に基づいており、西田の指摘するような記述は現在にも過去にも存在しないと述べた。また、県民の戦争体験の記録、日本軍や米軍の記録などをもとに積み上げた沖縄戦研究の蓄積を否定するものであり、「史実や歴史に誠実に向き合って発言してほしい」と訴えた。
5月7日、公明党沖縄県本部がいち早く発言の撤回と県民への謝罪を求める抗議声明を発表した。同日、自民党沖縄県連も党本部に抗議する方針を決定し、発言撤回を求める県議会での抗議決議に賛同する意向を示した。玉城デニー知事も「沖縄戦の実相を歪める由々しき発言」と批判した。西田は「切り取られた報道が誤解を生んでいる」と主張し、発言の撤回には応じない意向を示した。この「切り取り」発言に対し、同日、琉球放送は西田発言の動画をノーカットで公開し、発言全文の文字起こしも報道された。
5月9日、西田は一転して記者会見で、「ひめゆりの塔を講演で持ち出したこと自体が非常に不適切だった」として、その発言部分の訂正・削除と沖縄県民や関係者への謝罪の意向を示した。一方で、謝罪の趣旨はTPO（時間・場所・場面）を間違えたことであり、ひめゆりの塔近くで見た資料から「歴史の書き換え」という印象を受けたことや、講演での沖縄の戦争教育に関する発言など、その他の主張については「謝罪も撤回もしない」と明言し、自身の歴史観や沖縄戦に関する認識は変わらないとの意向を示した。さらに、発言の元になった説明は、ひめゆりの塔ではなく沖縄県平和祈念資料館の過去の展示に基づく可能性があると述べた。
5月16日、沖縄県議会は、「沖縄戦の実相を認識せず、歴史を修正しようとするもの」と指摘し、謝罪と撤回を求める抗議決議を賛成多数で可決した。5月20日、石破茂首相は、沖縄県の玉城デニー知事と首相官邸で面会し、「党総裁として深くおわびする」と陳謝した。石破首相は5月12日の国会でも、西田とは「認識を異にする」と答弁していた。5月26日、京都沖縄県人会など関西の7つの沖縄県人会が合同で抗議文を西田の事務所に送った。5月28日、自民党の森山裕幹事長が那覇市内の講演で「不正確な認識。改めて党を代表しておわび申し上げる」と謝罪した。5月29日、沖縄県議会の代表団が東京・永田町の自民党本部を訪れ、森山幹事長に抗議文を手渡したが、西田は「日程上の都合」を理由に面会に応じなかった。
西田は5月30日発売の月刊誌「正論」に寄稿し、ひめゆり平和祈念資料館を訪れた経験を改めて説明した上で、改装前の同館では「日本の侵略により戦争が始まり、米軍の反攻により戦争が終わった」という文脈で展示が行われていたと述べた。また、こうした展示は「『日本軍は悪、米軍は善』という東京裁判史観そのもの」であり、沖縄はその影響が最も強く残るとした上で、「歴史の書き換え」との自身の発言については「事実は事実」として正当性を主張した。
6月6日には、西田の地元である京都市議会が「強い遺憾の意を表明する」とする決議案を可決した。また、糸満市、中城村、南風原町、嘉手納町、北谷町、読谷村、宮古島市、恩納村、宜野座村、本部町、大宜味村などの沖縄県内の複数の地方議会でも抗議決議が可決された。石垣市議会では、当初は決議案の文案を巡る調整が難航し、採決が見送られたが、その後、抗議決議が可決された。参政党の神谷宗幣代表は「本質的に彼（西田）が言っていることは間違っていない」「認識は西田氏と近い」などと擁護・賛同する発言を行った。自民党の杉田水脈元議員もSNSで西田を擁護した。立憲、維新、共産、れいわ、社民などの各党は「事実に基づかない発言」「史実の歪曲」と批判した。6月23日（慰霊の日）、沖縄県の平和祈念公園で沖縄全戦没者追悼式が営まれ、玉城デニー沖縄県知事は平和宣言で「凄惨な沖縄戦の実相と教訓は、戦争体験者の証言と研究者の努力で受け継がれた」「世代を超えて守り続けることが今を生きる私たちの使命だ」と述べた。また、石破茂首相も追悼式で平和の実現に向けた決意を表明した。式典後、石破首相はひめゆりの塔に献花し、ひめゆり平和祈念資料館を見学した。現職首相の「慰霊の日」のひめゆり訪問は約30年ぶりであり、西田の発言をめぐる波紋を受けた対応とみられている。
専門家などからの指摘・批判
- 西田の発言について、沖縄戦研究者や識者からは「改憲世論をつくるための恣意的で乱暴な歴史観」との批判があり[195]、沖縄大学客員教授の新城俊昭は「沖縄戦の実相から何も学ぼうとしていない」と指摘し、琉球大学准教授の北上田源は「体験者の語りと研究の蓄積を無視した乱暴な発言だ」と批判した[195]。沖縄国際大学名誉教授の石原昌家は、「沖縄戦での日本軍の方針は『国体護持』のための徹底抗戦であり、それが多くの住民と兵士の犠牲を生んだのは客観的事実である」と述べ、西田の発言を「『殉国美談』にするような沖縄戦捏造の『歴史修正主義者』による発言」と批判した[195]。
- 中京大学の佐道明広教授や、プロパガンダ資料研究者の早川タダノリは、西田の発言を自民党内に広がる「歴史修正主義」の一環と指摘した[120][110]。沖縄タイムスは、「歴史修正主義と沖縄戦を巡る主な動き」の年表を掲載し、教科書検定で沖縄戦の記述が削除されて以降、政府や右派による歴史改竄が続いていると報じた[110][196][197]。
- 戦史研究家の山崎雅弘は「保守」を自称する一部の勢力は大日本帝国の復権と戦前の権威主義体制への回帰を目指し、過去の国策の失敗が再検証され「あの戦争は正しかった」との主張が否定されることに反発していると述べている[198]。
- 朝日新聞は、西田の発言が「緊急事態になる前に国民保護のための法整備が必要だ」と訴えた流れで「ひめゆり」に言及されたことを指摘し、政府が台湾有事を念頭に南西諸島での防衛力強化（南西シフト）や国民保護法による避難計画を進めていることに言及した[187]。
- 歴史学者の戸邉秀明は、有事に備えた国民保護法制整備のため、沖縄戦の教訓を有害視し見直そうとする主張の一環であり、攻撃の対象は個別の展示ではなく、「軍隊は住民を守らなかった」という住民目線の沖縄戦の教訓であると指摘した[199][166][200]。
- 琉球大学の北上田源准教授は、根拠がなく研究の土俵にも乗らない主張が、SNSなどを通じて一つの見解として流布されることに危機感を示した[129]。法政大学教授の白鳥浩は、改選を控えた中で参政党などに流れる岩盤保守層へのアピールと分析した[129]。
- 歴史学者の武井彩佳は、問題発言の炎上が特定層からの支持を呼ぶ炎上商法的な現象であり、ホロコースト否認にも通じる構図だと指摘。メディアには問題発言の報道と併せて歴史学の知見や背景を伝える責任があると述べた[201]。
- ノンフィクション作家の下嶋哲朗は、西田の発言やそれに同調する動きについて「歴史の修正ではなく、曲解や意図的な改ざん」「右傾化した教育の内発が表れているのではないか」と指摘した[128]。
- ライターの武田砂鉄は、西田が『正論』誌上で、日本社会の言論封殺や沖縄メディアによる世論操作を主張しながら、自らを言論封殺の被害者として演出していると批判。事実に基づかない展示批判を行う政治家は不適格であると述べた[123]。
- 作家の佐藤優は、西田についてヘイトスピーチ解消法の成立に貢献した実績を持つ一方で、沖縄に対しては「プロパガンダに影響されやすく、それを正すのが自分の役割だ」といった誤った使命感と偏見を抱き、差別的認識に無自覚であることが問題を深刻化させていると述べた[200]。
- 京都精華大学准教授の白井聡は、西田の発言は対米従属論に基づく反米的文脈に位置づけられるが、ひめゆりへの言及は文脈上不要かつ曖昧な記憶に基づくものであり、反米的主張を掲げつつも自民党に属し続ける姿勢は支離滅裂で、自称保守派に共通する病理を示していると批判した[202]。

### 広島の原爆慰霊碑に関する発言
2025年5月7日の記者会見で、広島市の平和記念公園にある原爆慰霊碑の碑文「安らかに眠って下さい 過ちは繰返しませぬから」に対しても、沖縄の「ひめゆりの塔」と同様に「違和感」を覚えると述べた。西田は「誰が誰に言っている言葉なのか」と指摘し、碑文の表記は戦後の占領下で形成された「東京裁判史観」に基づくものであり、戦争一般の表記はその視点でなければ許されないと主張した。また、マスコミも同様のスタンスで報道せざるを得ない状況にあると述べている。
一方、広島市は碑文について「すべての人びとが原爆犠牲者の冥福を祈り、戦争という過ちを繰り返さないことを誓う言葉」と説明しており、松井一実広島市長も海外の要人に対し、碑文は「人類全体が犯した戦争という過ちを繰り返さないという決意表明の言葉」であると説明している。

## 主張・政策

### がん・アレルギー・糖尿病の原因は小麦
- 2022年12月、西田は『「これを言ったら各業界に大打撃…でもハッキリしているがん・アレルギーの原因はなんと「小麦」にあった！」西田昌司×吉野敏明 参政対談 VOL.2』という動画を投稿した[205]。この動画の中で、吉野は「糖尿病は50年で50倍患者が増えているんです。がんは3.8倍」と述べ、その原因は小麦が中心の食生活にあると主張した[205]。
  - 実際には、吉野の主張は選択バイアスの一種である。1970年に1億467万人だった人口は、2020年には1億2614万に増加している[206]。1970年には女性は74.66年、男性は69.31年だった日本人の平均寿命は、2020年には女性は87.71年、男性は81.56年まで延びている[207]。また、1983年に始まった老人保健法により、検査数そのものが大幅に増加した[208]。人口が増え、平均寿命が延び、少子高齢化が進んで高齢者の割合が増え、老人保健法の施行により検査数が増えれば、糖尿病患者やがん患者が増えるのは当然である。医療法人社団厚済会は、「1968年の保険適応、1972年の更生医療適応により透析治療を受ける方々の経済的負担が大幅に軽減されました。また、1970年代には現在の構造とほぼ同じ透析装置が登場。透析技術の進歩により、透析患者数も増加しました。1968年の患者数はわずか215人でしたが、1975年には13000人に。2018年末には、33万人を超える方々が透析治療を受けていることが報告されています。」と述べており、糖尿病の患者数が半世紀で大幅に増えたのは、昔は治療を受けることができず死亡していた糖尿病患者が、保険適用と医療技術の進歩により延命できるようになったからである[209]。

- 2024年8月、西田は『「若者の自殺と病気大国になり果てた戦後の日本の没落は、偏差値教育中心の自分の頭で考えられる人材が生まれないと共に「食」による支配にあると思いますが？」西田昌司がズバッと答える一問一答【週刊西田】』という動画をYouTubeに投稿した[210]。西田は動画の中で「（吉野敏明は）グルテンフリー、小麦ばっかり食べさせられて、日本人の様々な体調が悪くなる原因を作っているというようなこともお話になっていますけれども、私も基本的に同じ意見なんですね」「アトピーが出てきたり、今まで日本人がならなかった病気、大腸がんなんかもそうでしょうけど、この胃腸系のまた免疫系の病気が出てきたのは米を食べるのをやめて、小麦、その小麦に対するアレルギーを日本人は先天的に持っているとお言われていますけれども、持ってない人はいいんですけれども、持ってる人の場合にはそういうものが原因で数々の病気を引き起こしているんじゃないか。これは吉野先生がおっしゃる通りですね」と述べた[210]。西田は吉野のクリニックに行ったことを話し、「（西田が病気になった理由について）それはもう完全に食生活から来ているもんだと。グルテンフリーをやった方がいいというので、グルテンフリー、植物油、そういうものをできるだけ取らないようにはし出しています」と述べた[210]。なお、吉野は歯科医師の国家資格は持っているが、医師の国家資格は持っていない[211]。

### 倫理・教育
政治家は、憲法と教育基本法の制定時の歴史的背景を国民に知らせる義務があり、それらを含めた日本の歴史と日本人の心は、家庭教育と地域教育を通して、永続的に伝えられていかなければならない、と主張している。

### 憲法・歴史認識
日本国憲法の「国民主権」を繰り返し批判し、憲法そのものを「占領基本法」と位置づけて無効と主張している。西田は、現行憲法が連合国の占領下で制定され、日本人に主権がなかった時代のものであるとし、憲法9条を「国防という国家主権の放棄を宣言するもの」と批判している。国民の多くが現行憲法を憲法として認めなくなれば、その時点で無効になると述べている。教育勅語の精神を尊重し、歴史認識においては太平洋戦争の肯定や従軍慰安婦問題の否定、韓国併合を近代化の貢献と位置づけるなど、保守的かつ歴史修正主義的な立場を取っている。
- 幹事を務める憲法審査会では、憲法を国体の表明と位置づけ、アメリカ人が短期間で作成し、主権を失った占領下で公布・施行された日本国憲法は、日本人が祖先から受け継いだ歴史の権利行使を認めておらず、その制定過程の瑕疵や正当性・有効性の問題から議論すべきだと主張している。その上で、皇統の維持を法制度に組み込むべきと主張している[216]。また、「日本文化で一番大事なのは教育勅語にある家族主義」とし[217][218]、教育勅語を教えないことで「日本の価値観」が失われ、「日本人のアイデンティティ・クライシスを生んでいると述べている[123]。
- 現行憲法をGHQによる「占領基本法」として破棄し、大日本帝国憲法の復活を掲げる「廃憲論」を唱えている[69]。改憲はハードルが高いため、国会で憲法破棄を決議すれば改正手続は不要と主張している[69]。
- 自民党の憲法改正草案の起草委員会幹事も務めている[213]。
- 村山談話および河野談話について、いずれも「見直すべきだ」としている[219]。
- 日本軍の「慰安婦」強制を否定している[215]。
- 2012年7月28日放送の『朝まで生テレビ!』で「主権は国民ではなく、日本の伝統と歴史にある」と発言し、国民主権を否定した[220][221]。また、2012年12月の自身のネット動画「週刊西田」では「国民主権という言葉を聞くと国民が一番偉いと思う人が多すぎる」と述べ、国民主権を近代的概念として否定し、立憲主義の理念も否定している[213]。
- 「大日本帝国憲法は現存している」とし、「国民主権という傲慢な思想を直ちに放棄すべき」とする請願の紹介議員となっている[222]。

### 財政金融・税制
- 小泉・竹中の聖域なき構造改革について、2003年（平成15年）出版の『政論Ⅱ―政治の原点を問う』以前より反対の意を表明している。民主党政権下の財政金融委員会などで、デフレや復興需要が相交わる経済状況で、有効な財政出動・金融緩和を実施せずに増税路線に走るのは順序が違うとしている。「経済は生き物」と考えており、二項対立的な解釈が多いハイエクとケインズの理論も当時の状況に応じて構築されたように都度の経済状態を見立てて適切な政策実施しなければならないと主張している[223]。
- 2014年4月に予定されていた消費税の8%への引き上げについて、「引き上げるべきだが、時期は先送りすべきだ」と回答している[219]。
- 2019年10月に予定されている消費税の10%への引き上げについて「法改正し、引き上げを延期または中止すべきだ」と回答している[224]。
- 「消費税0％の検討」を掲げた『国民を守るための「真水100兆円」令和2年度第2次補正予算に向けた提言』に賛同している[225]。
- たばこ税の増税に反対しており、2010年の財務金融委員会で提出された「公平性を欠くたばこ税増税反対に関する請願」の紹介議員に名を連ねている[226]。

### 外交安保
- TPPへの参加については、アメリカがISD条項など日本にとってリスクの高い条件を提示しようとしている以上、日本は農業だけでなく国内産業全般をその犠牲にすることになると反対してきた。経済政策と同様に外交政策も、交渉上の方針は状況や条件に適合が必要とする主張で、「親米」や「親中」といった思想・政策上の立場に対して疑問を呈している。親米保守や親中派の保守主義者は理論上成立しえず、日本の伝統や精神を思想・政策上の主軸に据える「保守」に反する「反日保守」であるなどと主張した[227] が、第二次安倍政権以降はグローバリズム政策を進める安倍政権を援護、TPPについては賛成派に転じ、採決では賛成票を投じた。
- 日本の核武装論に賛成[219]。

### 大阪都構想及び橋下徹批判
大阪都構想に反対して、自身のYouTubeチャンネル『週刊西田』で都構想を推進する大阪維新の会や橋下徹を批判。2015年大阪市長選挙及び2015年大阪府知事選挙のダブル選挙で、大阪都構想反対を掲げて柳本顕、栗原貴子の応援演説を行った。選挙結果はいずれも大阪維新の会の候補者が当確し、柳本、栗原は共に落選。

### 北陸新幹線
- 北陸新幹線の敦賀以西ルートでは京都駅経由を絶対的条件としている[231]。全線開業を成功させるには京都駅を外すことは出来ないとも述べている[232]。
- 与党整備新幹線建設推進プロジェクトチーム検討委員会委員長を務める自身の持論は、国の整備計画に基づく「小浜ルート」に「舞鶴を経由して京都駅へ至り、大阪市内を経て関西空港まで繋げていく」として「舞鶴・関空ルート」を提唱している[233][234]。大阪市内の新幹線駅は南の玄関口である天王寺駅を指していたが、後に東海道・山陽新幹線の結節点である新大阪駅に変更している[234]。
- 正式決定された敦賀駅 - 京都駅間の「小浜・京都ルート」は事業主体であるJR西日本の案だが、学研都市線の松井山手駅に中間駅設置とする京都駅 - 新大阪駅間の「南回り」は西田自身の案である[235][236][237]。

### 人権問題
2016年に成立したヘイトスピーチ解消法の発議者・提案者の一人として、法案成立に貢献した。この法律は「人種・民族差別は許されない」と明記しつつも、罰則や禁止規定を設けない理念法（宣言的法律）にとどめている。
- 2016年4月19日にヘイトスピーチ対策法案が自民党・公明党共同で提出された[241] 際、発議者の一人として「ヘイトスピーチを公然とやっていることを許すことができないということを宣言することによって、さまざまな法律の解釈の指針を与えることになる」と法案主旨を説明した[242]。法案は通常国会で成立施行された。
- 治安維持のためプライバシーや個人の権利の制約は当然だと主張[4]。
- 最高裁判所は、2013年9月4日に相続において婚外子を差別する民法の規定が違憲であるとの判断を下した[243] が、この婚外子の相続差別解消のための民法改正に反対している[244][245]。「最高裁は非常識」と最高裁判所を批判し、「憲法が間違っている」と述べた[246]。婚外子の相続差別撤廃に反対する理由として「ちゃんとした家庭で、ちゃんとした子どもを作ることによって、ちゃんとした日本人が出来て、国力も増えるんですよ」と述べた[247]。

### 部落問題
- 2016年12月9日、第192回国会で部落差別の解消の推進に関する法律案（衆議院提出）に賛成票を投じた[248]。法務委員会で西田は質問を行い「本法案で結婚差別はどのようになくなるのか」「『言われ無き差別』にならぬように人権教育と忘却のバランス感覚が大切ではないか」等と述べていた[249]。

### ジェンダー
- 2019年のアンケートで、選択的夫婦別姓制度の導入に「反対」と回答[4][250][251]。
- 2021年1月30日、西田ら自民党国会議員有志50人は、47都道府県議会議長のうち同党所属の約40人に、選択的夫婦別姓の導入に賛同する意見書を採択しないよう求める文書を郵送した。地方議員や市民団体は、地方議会の独立性を脅かす行為だとして西田らを批判した[252][253][254][255][256]。
- 同性婚制度の導入に反対[4][5]。LGBT法案についても「『差別はあってはならない』とか厳しい対立を生むような言葉遣いは、日本の国柄に合わない。社会の根幹、家族そのものに関わる問題だ」と発言した[257]。

### 日本国憲法について
モルデカイ・モーゼ著（久保田政男訳）『日本人に謝りたい : あるユダヤ人の懺悔』（1979年、新版1999年）を読み、その本で述べられている日本国憲法の制定経緯の欺瞞性に同感している。

## 選挙歴
| 当落 | 選挙                         | 執行日         | 年齢 | 選挙区           | 政党       | 得票数     | 得票率 | 定数 | 得票順位 /候補者数 | 政党内比例順位 /政党当選者数 |
| ---- | ---------------------------- | -------------- | ---- | ---------------- | ---------- | ---------- | ------ | ---- | ------------------ | ---------------------------- |
| 当   | 1990年京都府議会議員補欠選挙 | 1990年         | 32   | 京都市南区選挙区 | ーー       | ーー票     | ーー   |      | 1/                 | /                            |
| 当   | 1991年京都府議会議員選挙     | 1991年4月日    | 32   | 京都市南区選挙区 | ーー       | ーー票     | ーー   |      | 1/                 | /                            |
| 当   | 1995年京都府議会議員選挙     | 1995年4月9日   | 36   | 京都市南区選挙区 | ーー       | ーー票     | ーー   |      | 1/                 | /                            |
| 当   | 1999年京都府議会議員選挙     | 1999年4月11日  | 40   | 京都市南区選挙区 | ーー       | ーー票     | ーー   |      | 1/                 | /                            |
| 当   | 2003年京都府議会議員選挙     | 2003年4月13日  | 44   | 京都市南区選挙区 | 自由民主党 | 1万1368票  | 36.60% | 3    | 1/4                | /                            |
| 当   | 第21回参議院議員通常選挙     | 2007年07月29日 | 48   | 京都府選挙区     | 自由民主党 | 36万2274票 | 31.44% | 2    | 2/4                | /                            |
| 当   | 第23回参議院議員通常選挙     | 2013年07月21日 | 54   | 京都府選挙区     | 自由民主党 | 39万577票  | 36.95% | 2    | 1/7                | /                            |
| 当   | 第25回参議院議員通常選挙     | 2019年07月21日 | 60   | 京都府選挙区     | 自由民主党 | 42万1731票 | 44.21% | 2    | 1/5                | /                            |
| 当   | 第27回参議院議員通常選挙     | 2025年07月20日 | 66   | 京都府選挙区     | 自由民主党 | 19万104票  | 16.6%  | 2    | 2/9                | /                            |

## 所属団体・議員連盟
- 日本ウイグル国会議員連盟
- 自民党たばこ議員連盟[259][260]
- 日本会議国会議員懇談会[261][262]
- 神道政治連盟国会議員懇談会[261][262]
- みんなで靖国神社に参拝する国会議員の会[261]
- 創生「日本」[261]（事務局次長）
- 伝統と創造の会
- 日本の領土を守るため行動する議員連盟
- 北朝鮮に拉致された日本人を早期に救出するために行動する議員連盟
- 日本教職員組合問題究明議員連盟
- 天皇陛下御即位二十年奉祝国会議員連盟
- 税理士制度改革推進議員連盟（事務局長）
- 国籍問題を検証する議員連盟
- コンピューター会計推進議員連盟（TKC議連）
- 正しい日本を創る会
- 国語を考える国会議員懇談会
- 家族の絆特命委員会
- TPP交渉における国益を守り抜く会
- 日本クルド友好議員連盟（副会長）[263]

### 所属議連による支援又は推薦
- 全国たばこ販売政治連盟（組織推薦候補者）[259]
- 神道政治連盟[264]

## 主なテレビ出演
- 政治を語る（KBS京都） - 1994年5月
- 闘論!倒論!討論!（日本文化チャンネル桜） - 2012年まで複数回出演
- 談志・陳平の言いたい放だい（東京メトロポリタンテレビ） - 2008年11月・12月
- 西部邁ゼミナール（東京メトロポリタンテレビ） - 2012年まで37回出演
- 田勢康弘の週刊ニュース新書（テレビ東京） - 2010年1月
- 新報道2001（フジテレビ） - 2010年1月
- 超人大陸（インターネットテレビ） - 2012年まで複数回出演
- 田中康夫のにっぽんサイコー!（日本BS放送） - 2012年まで4回出演
- ウェークアップ!ぷらす（読売テレビ） - 2012年2月
- お昼のNews Access（BS朝日） - 2012年2月
- ごごいち!ニュースキャッチ（BS朝日） - 2012年4月
- 朝まで生テレビ!(テレビ朝日) - 2012年7月
- BSフジLIVE ソーシャルTV ザ・コンパス(BSフジ) - 2012年8月

## 著作

### 単著
- 『政論：保守の原点を問う』（自照社出版、1999年）ISBN 4921029091
- 『政論Ⅱ：政治の原点を問う』（自照社出版、2003年）ISBN 492102944X
- 『総理への直言』(イースト・プレス、2013年) ISBN 9784781650111
- 『財務省からアベノミクスを救う』（産経新聞出版、2018年）ISBN 978-4819113489
- 『西田昌司のリターントゥジャパン』（万来舎、2025年）ISBN 978-4908493652

### 共著
- 『保守誕生：日本を陥没から救え』（西田昌司, 西部邁, 佐伯啓思、ジョルダンブックス、2010年）ISBN 4915933326
- 『ヘイトスピーチ解消法：成立の経緯と基本的な考え方』（魚住裕一郎, 西田昌司, 矢倉克夫, 三宅伸吾, 有田芳生, 仁比聡平, 谷亮子:監修、第一法規、2016年）ISBN 978-4-474-05681-7
- 『維新政治の闇：身を切る改革は国を潰す』（吉野敏明, 西田昌司、青林堂、2023年）ISBN 4792607507